# Laboratorul Național Lawrence Berkeley
Laboratorul Național Ernest Orlando Lawrence Berkeley (în engleză Ernest Orlando Lawrence Berkeley National Laboratory, LBNL) este un laborator național al Departamentului Energiei al Statelor Unite în care se desfășoară cercetări științifice neclasificate. El se află în incinta Universității California, Berkeley, în Berkeley Hills deasupra campusului central. Este gestionat de Universitatea California.